# Ісапа

Ісапа серед месоамериканських міст

Ісапа — археологічна зона на території штату Чіапас (Мексика), неподалік від кордону із Гватемалою. Місце існування потужного політичного і культурного центру південної Месоамерики бл. 1500 рік до н. е. — 1200 рік н. е. Отримала назву у дослідників за річкою Ісапа, що проходить неподалік. Дослідження історичних меж ісапської культури на тепер тривають.

## Історія

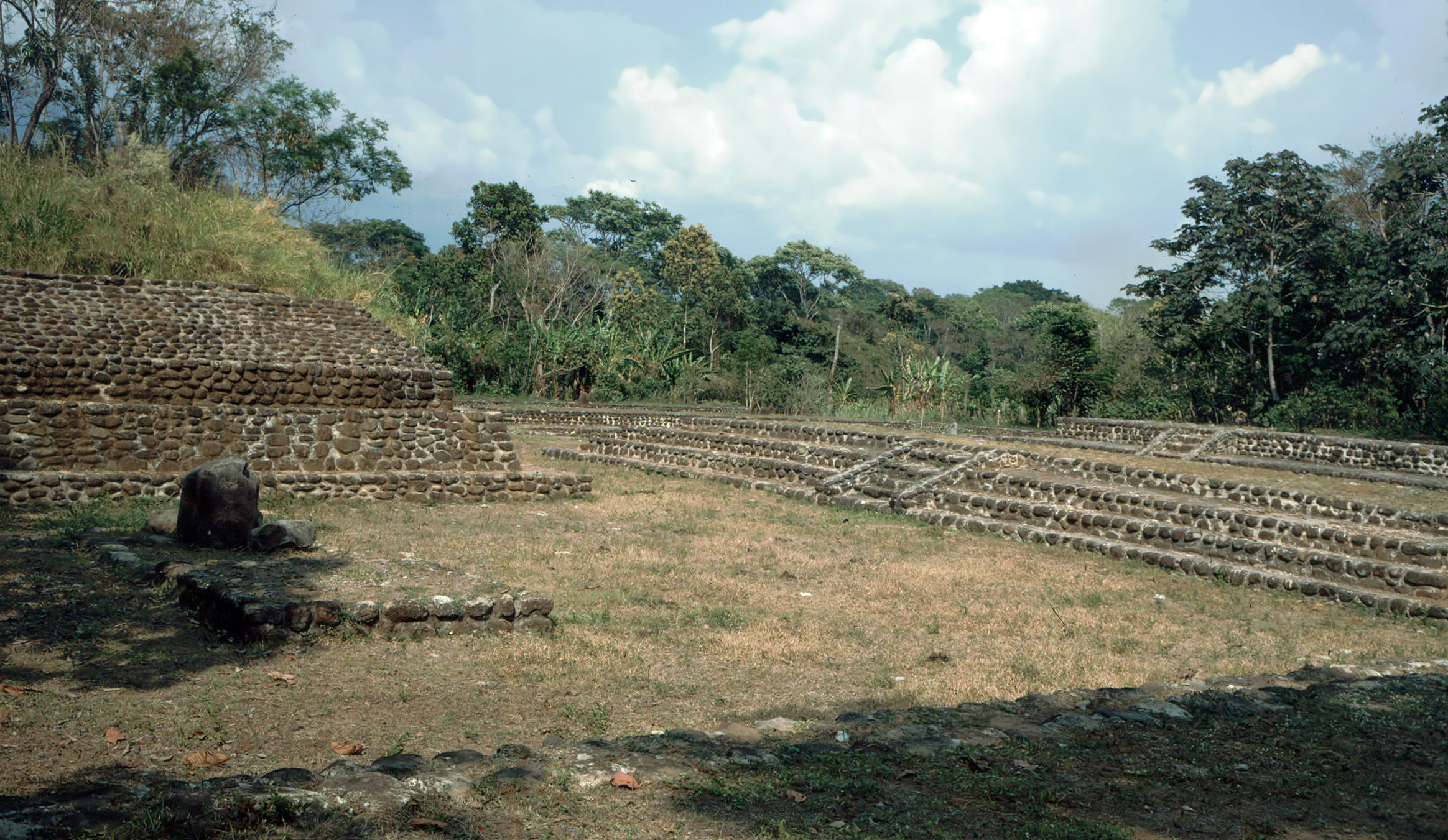
Ісапа

Ісапу в часовому і в просторовому відношенні розміщають між ольмеками і мая. Усю територію позначено латинськими буквами від A до H. Групи A, B, C, D, E, G і Н розташовані навколо центральної площі ділянки, на західному березі річки Ісапа, група F знаходиться в північній частині. Групи A, B, C, D, E, G і Н відповідають 300-50 рокам до н. е., група F — 50 року до н. е. — 100 року н. е.
Розмір території в поперечнику складає 2 км. На думку низки дослідників засновано воно близько 1500 років до н. е. Спочатку, на думку низки вчених, як торговельний пункт-факторія ольмекського об'єднання (це поки що залишається гіпотезою). Згодом тут розвинулася власна політична та економічна культура, традиції архітектури, скульптури та гончарства.
Спочатку центром поселення була територія біля кургану 30, розташованого на північному боці Групи В. У 850—100 роках до н. е. перетворюється на релігійний і політичний центр. Розквіту це місто досягло між 650 роком до н. е. та 100 роком н. е. Цьому сприяв занепад міст ольмеків, зокрема Ла-Венти. В цей час населення складало 10 тис. осіб. Найвищого піднесення і могутності досягла у період з 300 року до н. е. до 50 року н. е., ставши домінуючою державою в південній Месоамериці. Область Ісапи залишалася населеною увесь пізній класичний період. З 100 року н. е. починається поступовий занепад, що посилюється конкуренцією з боку міста-держави Камінальхуйу. З 250 року територія біля групи F виявляється залишено. Остаточно Ісапа знелюдніла після 1200 року.
Надалі ця місцина увійшла до складу Імперії ацтеків, які дали їй назву Шоконочко.

## Мова
Мова Ісапи була мовою тапачультеко (за іншою гіпотезою мова міше), що тепер є зниклою, яка належала до міше-соквейської групи, мови якої в давнину були поширені набагато ширше, ніж згодом.

## Міфологія
Жерці зберегли від ольмеків концепцію печери предків і реінкарнації, що втілювалося в трирівневих вівтарях. В Ісапі оформилася ідея головного світового дерева, що з'являється в печері прабатьківщини. Іноді воно виглядає як сплетіння кількох стовбурів, іноді як товсте дерево — опора світу — сейба. Плоди не завжди є атрибутом світового дерева. Ідея зв'язку пекла і світу живих передається через розміщення кострубатих коренів під землю, де вони живляться незайманими водами; стовбур дерева перетинає простір світу (печери). Світове дерево підмінялося кайманом; навіть при реалістичному варіанті дерева коріння позначалися стилізованою мордою рептилії.
Спостерігається тенденція відійти від головного у ольмеків образу ягуара і перейти на образ рептилії як одного з головних божеств, що було відображенням внутріфратріальної боротьби. З'являються поняття близнюків, вагітної, пуповини, старого, карлика і горбаня, падаючого вниз головою, сидячою фігури. Визначилася графічна форма печери-прабатьківщини і її варіанти. Надалі все це знайшло відображення у міфах мая.
Тут вперше з'являється образ нічного божества і божества дощу, пізніше відомого як Чак, «довгогубого бога», який надалі став одним з головних у мая. Він трансформувався з бога-ягуара ольмеків.
Зі стели, розбитої ще в давнину на шматки, відомий бородатий бог Ісапи, якого зв'язано мотузкою, а замість очей стирчить тризуб. Він є, на думку дослідників, попередником деяких божеств з Тікаля в центральній області мая.

## Економіка
Основою було землеробство. Це був одним з найбільших виробників какао та каучуку. Експортувалися також пір'я кетцаля. Цього му сприяла волога місцевість та вулканічний ґрунт. Втім близькість моря та річок, на думки дослідників, свідчить про розвинуту риболовлю, а також ймовірне збиральництво та полювання. Інструменти виготовлялися з каміння, обсидіану та флінта.
В Ісапі була доволі розвинена торгівля, основними партнерами були міста ольмеків. Туди відправлялися какао і фрукти, звідти отримували кераміку, тканини, обсидіан.

## Кераміка

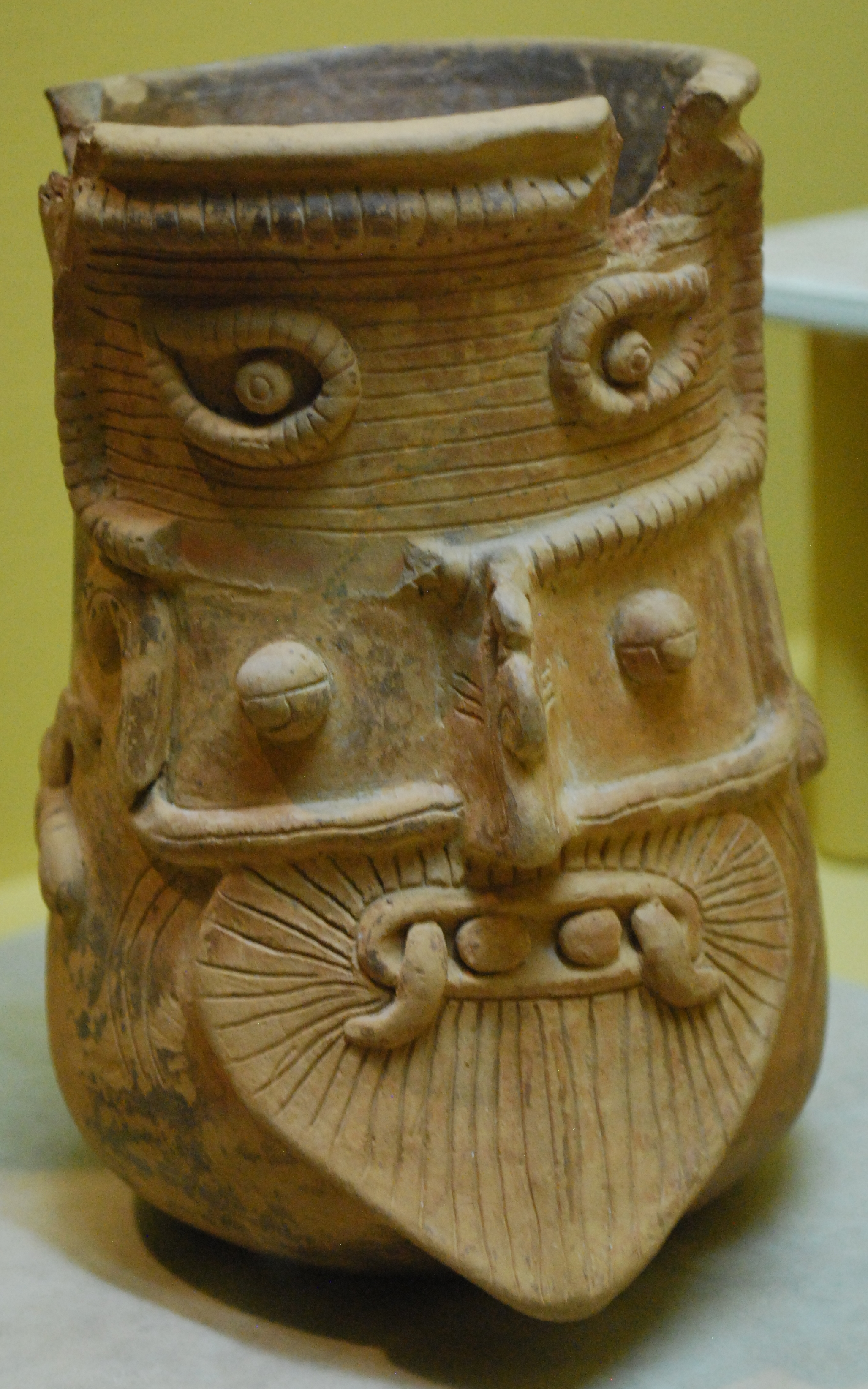
Кераміка з Ісапи

Набуло розвиток гончарство, що виявилося у створені побутового та ритуального посуду. Перший етап розвитку гончарство приходить на 850—100 роки до н. е. Попервах було під впливом ольмеків з міст Сан-Лоренцо та Ла-Вента.
Водночас є свідчення керамічних виробів, не пов'язаних з посудом. Так, в районі пагорба 59 на площі, була знайдена глиняна фігурка жінки, на якій немає слідів одягу, проте присутні вушні вставки і елементи зачіски на кшталт головного убору з рибою. Посеред живота у неї розташована великий пупковий отвір, куди, куди повинна була вставлятися пуповина при проведенні ритуальних дій. Руками вона мовби тримає цю вставляється пуповину.

## Астрономія
Найбільш відомостей стосовно знань ісапців з астрономії дають групи A, B, C, D, E, F. Відповідно до досліджень, тепер вважається, що в Ісапі були знайомі з Чумацьким шляхом, визначали сузір'я (наприклад Великої Ведмедиці), їх «частини». Також ім були відомі сонцестояння. Так, трон 2 («Група В») розташовано у точці, куди світить сонце в день зимового сонцестояння у грудні. Це підтверджує дослідження стели 60 («Група Е»). Стела 25 («Група D») втілює своєрідну діалектику між двома частинами неба — полярній області Великої Ведмедиці і «голови» Чумацького шляху біля сузір'я Стрільця.

### Календар
З Ісапою пов'язані суперечки, що стосуються 260-денного мезоамериканського календаря. Раніше даний календар вважався винаходом мая, проте у 1997 році Вінсентом Мальстромом було висунуто припущення, що календар походив з Ісапи. На підтримку гіпотези говорить той факт, що Ісапа краще відповідає геологічним та історичним передумовам (для виникнення календаря), ніж колишнє місце, яке вважалося місцем походження.

## Архітектура
На території виявлено 8 груп курганів різного ступеня збереженості — загалом від 80 до 130. Архітектурні будівлі мають загальний обсяг 250 тис. кубометрів. Відзначається гарним і чітким планування, особливо це стосується центру Ісапи, що має розмір 200 га (тут зосереджена значна частина пам'яток).
Архітектура включає таки види: піраміди, площі, 13 майданів, 2 «стадіони»-майданчика для месоамериканської гри у м'яч.
Дослідники розглядають стиль як самобутній ісапський, що є постольмекським і домайським. До стилю Ісапи відносяться пам'ятники, що виявлені в багатьох місцях уздовж Тихоокеанського узбережжя Гватемали та інших місцях — Ель-Баул, Чоколов, Більбао, Ель-Хобо, на узбережжі Веракрусу до Серро-де-лас-Месас і Ель-Месон, а також у багатьох місцях в Чіяпасі.
В Ісапі гранично завершено присутній характерний стиль організації міста-акрополя — архітектурного комплексу відомого по культурі мая: площа, навколо якої розташовувалися храмові і палацові будівлі, перед кожною спорудою свої стели і вівтарі. Мікрокомплекси акрополей, що отримали назви «Група А» і «Група В», є зразок цього стилю.
Загальна схема міського простору відповідала єдиній «реінкарнаціонній» концепції, яка відома за часи лінійного планування ольмеками міста Ла-Вента: головний вхід в комплекс мав бути з південної сторони, щоб йти на північ (прабатьківщина), до сакральної частини архітектурного центру. Проте в Ісапі на відміну від міст ольмеків відбувається значне відхилення від осі, близько 27°. Таке відхилення послідовно дотримується в усіх акрополях, комплексах і будівлях.

### Цікаві будівлі
Акрополь «Група А». Навколо прямокутного майданчика розташовані чотири різнотипних споруди. Будівля 58. Розташована навпроти будівлі 56. Перед нею виявлено 3 стели, дві з яких мають вівтарі. «Будівля 66». Має перед собою на платформі найбільшу кількість пам'ятників — 6 стел, перед п'ятьма з яких знаходяться вівтарі. Стели з вівтарями 5, 7, 25, 26 розташовані на одному рівні. Посередині, перед цим поруч знаходиться стела з вівтарем 6, а в глибині, на третій лінії, також посередині, прямо за стелою 6, поставлена стела 4 без вівтаря. Чотири стели (з вівтарями) — 5, 7, 25, 26 — мають зображення, що знаходиться переважно в одному образотворчому рівні-просторі, тобто не мають додаткових елементів, не пов'язаних з основним зображенням ні знизу, ні поверх головного сюжету.
Акрополь «Група В». Ця група набагато складніше в архітектурному плані, ніж «група А». З точки зору концепції північної прабатьківщини вона має більш чіткий розподіл пам'ятників, орієнтуючись на вісь північ — південь, де південь — «обличчя» комплексу, а північ — сакральний бік. Будівля 1, моноліт 2. Суміщає зоо- і антропоморфні риси. Він виглядає архаїкою для Ісапи, оскільки містить чисто ольмекську семантику. Моноліт являє собою фігурне зображення голови ягуара з роззявленою пащею, в якій сидить людська фігура. До рис ягуара додані деякі риси, характерні для зображення змія. Будівля 47. Розташована ліворуч від входу на головну платформу. Перед ним є три стели (11, 12, 50) з вівтарями.
Трон 1. Цей пам'ятник знаходиться на площі перед платформою комплексу будови 30, поруч з 3 пам'ятниками — монолітними стовпами з укладеними на них брилами яйцеподібної і не зовсім правильної форми, навпроти стел 8, 9, 10. Він отримав назву трону через те, що являє собою покладену на кам'яні підпори прямокутну панель. Також знайдено ще два схожі трони.

## Скульптура
Розвиток створення стел і вівтарів відображає можливості ісапських майстрів зі скульптури. Застосовувалося лише каміння (про дерев'яні скульптури тепер немає відомостей). Відомі скульптурні зображення, що мали ритуальний характер: представлено каймана або ягуара. Антропоморфні обличчя мають характерну для Ісапи особливість — сильно подовжену губу.

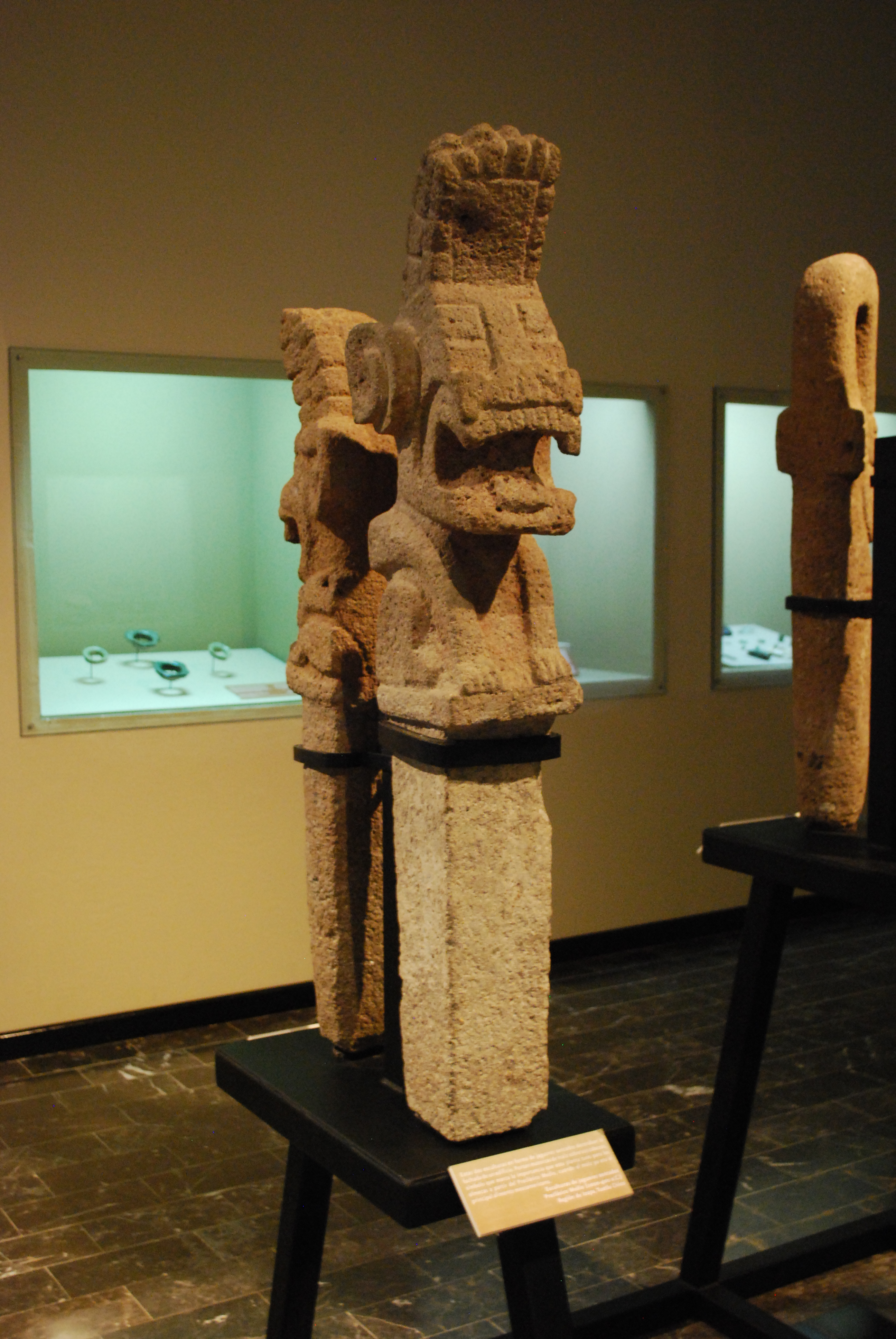
Ягуар, що сидить (1000-400 до н.е.)
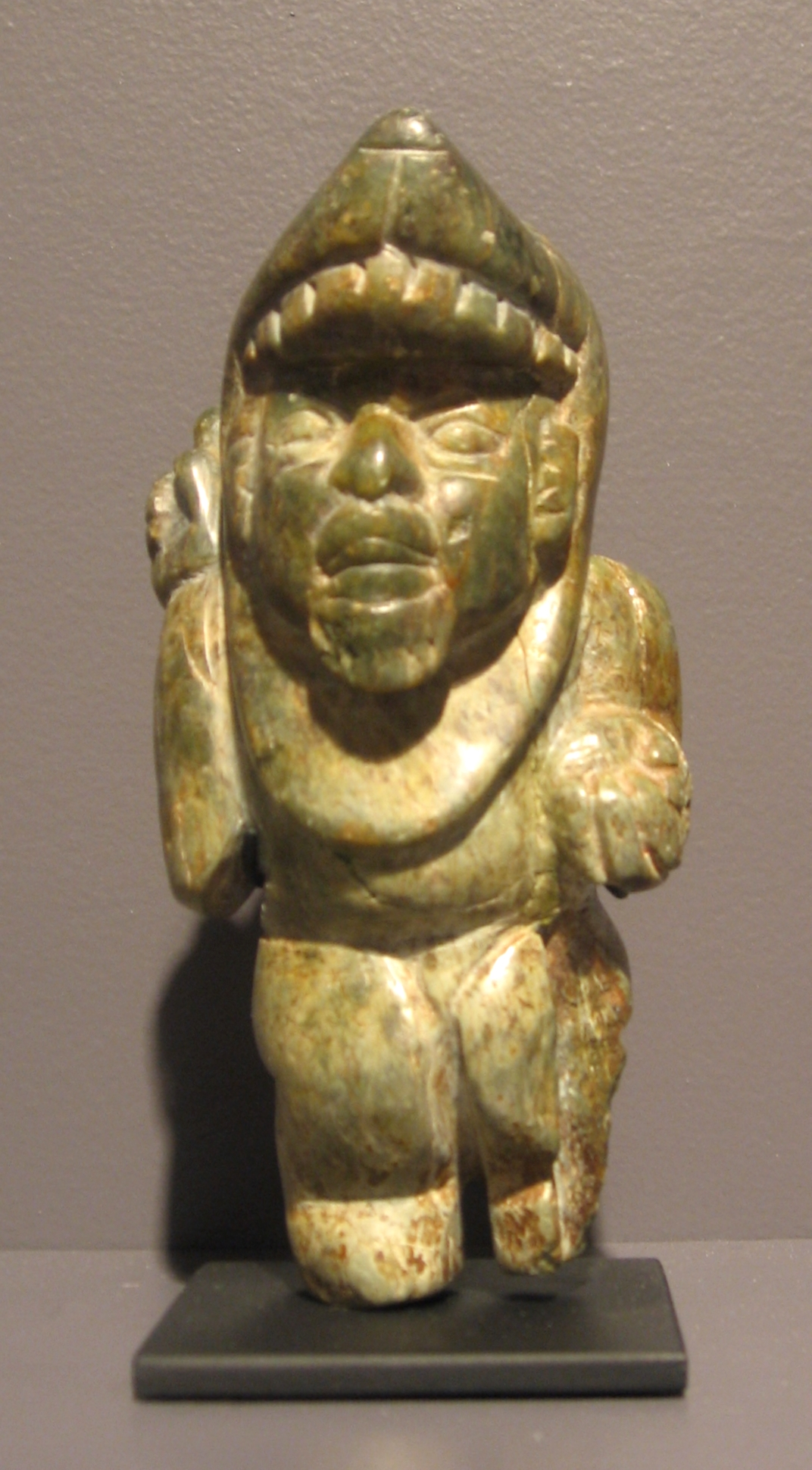
Фігура (300 до н.е.-250 н.е.)

### Стели та вівтарі

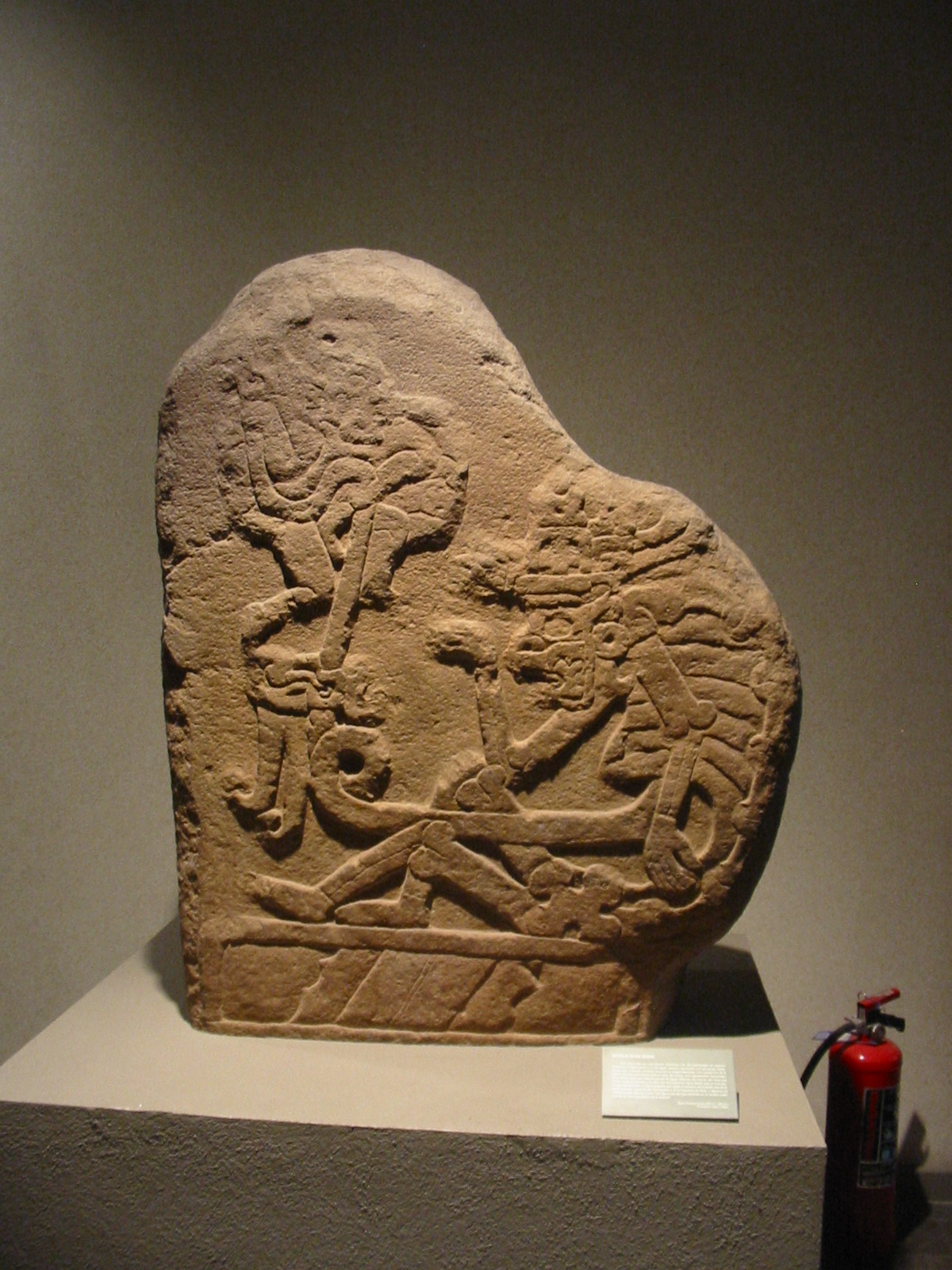
Стела 50

Загальна виявлено 89 стел і 61 вівтар. Створення стел в Ісапі розвивалося від незграбних монументальних ольмекськох споруд до доволі досконалих монументів. Форма стел продовжувала залишатися звуженою догори, що відповідало більш вузькому виходу з печери, ніж саме її простір. Вівтар символізував простір переходу між світами. Середній рівень займало розвиток сюжету, що відбувався в пеклі, верхній рівень — відродження нового життя, що пробивається крізь товщу землі. Відсутність вівтаря при стелі компенсувалося додатковими прийомами: появою нижнього рівня або створенням рельєфної ніші, усередині якої містилося основне зображення.
Великого поширення набули грубо закруглені пласкі вівтарі, які клали на землю перед стелою. Фігурне зображення пащі — входу в печеру замінювалося знак-вказівкою на пекло. Згодом з'явилися круглі гладкі вівтарі з пласкою поверхнею, на зразок столиків на дуже широкій ніжці. На думку вчених, для ритуальних цілей або астрономічних позначок.
Стелі і вівтарі містять піктограми. Дослідник Джулія Гернсі припускає, що стели спочатку не були призначені для покриття написами, і оскільки Ісапа перебувала на кордоні двох мовних регіонів — міше-сокського і маянського, то, мабуть, це могло створити передумови для невербального спілкування.

#### Опис найзначніших стел

##### Стели 1-5
Стела 1 з вівтарем А1 будівлі 58. Зображення поділено на два рівні. Нижній, основний, рівень зайнято антропоморфною істотою з незрозумілою головою-маскою, замість ніг — завитки мушель або стилізовані рептильні пащі. У нього за спиною посудина-хат, вкритий сіткою,. Поверх посудини знак tooc- «полум'яніючий», в сенсі астральний. Від посудини починаються струмені води, що переходить в потік під ногами персонажа. В руках сітка з рибою. Риба з'являється в незайманих водах як знак архаїчного достатку і їжі. Верхній образотворчий рівень відділений від нижнього за допомогою панелі з знаків ki, bahi h'ot. Над знаком зверху присутня фігурка сидячої людини з довгим хвилястим предметом, який відходить від його живота. Погляди на це дослідників поділилися — пуповина, мотузка, змія.
Перед стелою розміщено фігурний вівтар A1, що має вигляд овального кам'яного блока, вкритого рельєфом, пристосованим до форми моноліту. Рельєф передає риси, що нагадують водночас ягуара і жабу. Жаба, як стало відомо з епосу «Пополь Вух», була нарівні зі змією і птахом одним з посланців між світами. Жаба належала до «мертвої» частини моделі світу. Саме тому їй відданий нижній просторовий рівень — на вівтарі.
Стела 2. Перед цією стелою немає вівтаря, але його семантичні функції були компеносані скульптором створенням рельєфною рамки, куди розміщено усі зображення наче в нішу. Цей прийом відтворення простору печери широко застосовувався в ольмеків. Ця стела втілює роззявлену ягуарову пащу — вхід до печери. Сюжет частково сюжет на стелах 5, 25, 27, але в трохи зміненій інтерпретації. Внизу розміщено дерево з розсунутою надвоє кроною, круглими плодами ich і корінням у вигляді стилізованої рептилії. По обидві боки від дерева 2 особи: той, що зліва, горбань, підняв ліву руку догори. Той, що праворуч, підкреслено сутулий, витягнув руки вперед. Обидва зустрічають падаючий вниз головою величезний персонаж з розкинутими крилами замість рук. Ці зображенням пов'язані з реінкарнаційним комплексом світосприйняття.
Стела 3 з вівтарем А2. На тілі з'являються два образотворчих рівня, оскільки третій відданий вівтареві. Верхній повністю зайнято знаком h'ot- «сходи». Основна частина зайнята зображенням особи з носом кажана, що стоїть. У піднятій лівій руці він тримає незрозумілий предмет, схожий на сокиру. Прямо перед ним, мовби виповзаючи через його ноги, з'являється передня частина змії, голова якої повернена до персонажа. На персонажі і на змії безліч «астральних» знаків tooc. У змії товсте тіло з вигином, довгий «ніс» та ікла на нижній щелепі, що дозволяє впізнати її як удава. Над головою змії розміщено контур печери з головою всередині, який надалі стане типовим сюжет для народів науа, а у мая він знайде більш складний вираз.
Фігурний вівтар перед цією стелою виконано у вигляді голови рептилії, без жодних ознак феліноподобності. Стела і вівтар складають єдине семантичне ціле, розділяючи лише в естетичних цілях образотворчий простір.
Стела 4 без вівтаря. Ця стела єдина в даному комплексі будівлі 56, яка має знизу додатковий образотворчий рівень. У решти п'яти стел нижній рівень перенесений на вівтар. Стела 4 займає самотнє центральне положення в комплексі, розташована за стелою 6, найближче до будівлі. Зверху і знизу поміщено наче поділене навпіл зображення знака ki. Над ним є знак розкритої землі з паростком маїсу, що відповідає верхній частині «даху» вівтарів ольмеків. Зображення навколо малюнку є текстом, що вказує на місце дії — пекло. Нижній знак семантично виконує функцію вівтаря, позначаючи пекло. Саме зображення складається з двох фігур: стоїть персонаж в профіль з піднятою лівою рукою. Над ним видно маленьку людську істоту, із зігнутими ногами, яка спускається вниз головою. Добре помітно вписаний праворуч від падаючої фігури знак h'u, в якому верхній елемент був винесений з боків як декоративно подвоєний. Крила є знаком xik — «летіти», який вживається у формулі відродження мая в блоці lich xik av — «тоді він (привид) полетів». Тому дана сцена розглядається як спуск в «поля блаженних» — до предків.
Стела 5. По нижньому контуру, загинаючись з боків, йде низка завитків-хвиль — знаків води. Контур явно сходить до стилізованої форми печери (такою вона з'являється, наприклад, в маянських рукописах або в Теотіуакані), виконана як інкрустація з обсидіану. Така ж форма печери з'являється на стелі 3 і на стелі 6 перед пащею ягуара. На думку дослідників тут можливо зображено так звані «незаймані» води, які, як вважалося, можна виявити в печерах. Уявлення про «незаймані води» пов'язано з месоамериканськими міфами про світобудову, згідно з якими первозданні води пішли під землю, тим самим оголивши її, тобто створивши. Посередині печери розташовано велике дерево. Воно опускає коріння в незаймані води і впирається верхніми гілками з листям в верхній символічний рівень пащі — виходу з-під землі. 12 зайнятих різноманітними справами фігур відтворюють картину звичайного повсякденного життя селища, де кожен зайнятий своєю справою.
Головна фігура розташована ліворуч від дерева, — горбатий бородатий старий, сидить на високому помості в конусоподібному головному уборі. Він сидить перед вогнем і пояснює щось людині, розташувалася навпроти, жестикулюючи при цьому лівою рукою. Персонаж поєднує в собі всі основні ознаки прапредка, виділені у ольмеків: це горбань, старий, з бородою як в одного з чотирьох ольмекських голів фратрій; головний убір у формі мушлі Равлика. На горбатій спині старого двосторонній овальний завиток у формі букви S, аналогічний прямокутному варіанту завитка на грудях у сидячого персонажа на рельєфі 1 в Чалькацінго. За його спиною сидить персонаж з обсидіановими ножем з двостороннім зубчатим лезом в лівій руці — такі ножі використовувалися для ритуального кровопускання в більш пізні часи у мая. Аналогічні сцени, де обсидиановая ножем загрожують Духу Равлику, стануть одними з улюблених сюжетів на кераміці мая. Поруч з деревом стоїть невелика фігура з непропорційно великою головою — карлик або немовля. Над цією фігурою спиною до дерева розташовано персонажа з характерною головою, що виконана у вигляді знака xib, одне зі значень якого «зникати». Фігура, що стоїть, перед людиною зі знаком xib не розпізнається, проте помітно, що на спині у неї торба, з якої щось струменить; з неясного предмета в його руках вистрибують риби. Перед ним хвилястики, що нагадують знак tooc. За результатом дослідження вчених, мова тут йде про позначення вказівки на прабатьківщину, що залишилася позаду, на півночі.
Праворуч від дерева розташувалася ще одна пара — скульптор та писар-художник. Над «скульптором» утримує паракольподібну річ незрозуміла фігура, що сидить. Ще вище поміщений персонаж у високому уборі — він несе на плечах немовля. На ньому надіта спідниця з бахромою. Поряд з деревом стоїть дуже велика постать ягуароподібної істоти. Зверху поміщено звичайне символізоване зображення ущелини.

##### Стели 6-14
Стела 6 з вівтарем 4. Рельєф, на якому зображено надзвичайно гладки (товстий), частково стилізований ягуар. Голова його закинута догори, паща широко розкрита, з неї висовується язик, схожий на зміїний, що роздвоюється. Над язиком поміщено розкритий напівовал символу печери з контурами вписаного знака, який, на думку більшості дослідників, розпізнається як ki.
Стела 7. На цій стіні збито все центральне зображення, зберігся лише контур, виконаний зі згорнутого тіла змії. Перед цією стелою розташовано круглий плаский вівтар A3 (40 см заввишки, 146 см у діаметрі), вкритий рельєфним зображенням птаха, що розкинув крила. Вівтар стоїть на прямокутної платформі, розписаної символом-знаком пащі чудовиська — ki. Тому дослідники вважають, що Ісапі було здійснений перехід до поділу трирівневого простору: верхній і середній залишалися на стелі, а нижній, підземний, переносився на вівтар. Зображення птаха-посланця, що вилітає з пекла, вписувалося в коло поверхні невисокого вівтаря. Це зображення деталізувало сюжет стели 5 та стели 25, його було зручно оглядати зверху. На відміну від вівтаря 20, де птах несе якийсь круглий плід ich і в дзьобі і в лапах, на цьому вівтарі замість рослинного плода під дзьобом птаха-посланця було поміщено людське обличчя, якому також відповідає морфема ich, що підтверджує семантику пам'ятника.
Стела 8. Під верхньою панеллю є прямокутний контур, зображення всередині якого не збереглося, помітно лише ребристий зубчастий край на зразок морської мушлі. Під цим знаком присутнє характерне зображення архаїчної замкнутої печери (стилізований контур роззявленої пащі), в якому на лаві-троні сидить людина з невиразними рисами обличчя. Навколо контуру печери промальовані фрагменти іншої фігури, вчені вважають, що це може бути рептилія, судячи по лапах і короткому хвостику. Скраю постаті проглядаються знаки tooc, що вказують на «зірковість» зображення, і ich, що відносяться до реінкарнації.
Стела 9. Під стандартною верхньою панеллю вміщено рельєфне зображення в простій прямокутній ніші без додаткових декоративних елементів. Проглядається лише фігура особи з немовлям за спиною і неясний контур зооморфи, що нагадує птаха.
Стела 10. Під традиційною панеллю безліч завитків, схожих на знак tooc. У них впирається крона дерева. Корінь дерева виконаний у вигляді стилізованої пащі рептилії. Притулившись до дерева, сидить фігура з великим животом, вважається, що вагітна жінка. На її животі чітко видно великий, вивернутий, завиток пуповини. За пуповину тримається правою рукою один з двох однакових маленьких чоловічків, дітей-близнюків.
Стела 11. Має два образотворчих рівня. Верхня панель стандартна. Основу стели облямовано напівовалом контуру печери, виконаним мовби з тіла товстої змії з двома головами. Усередині контуру печери — змії, ближче до глядача розташувався звір, що поєднує риси ягуара і рептилії. Композиційно він займає місце світового дерева. У розкриту пащу він приймає особу, що спускається, розкинувши в сторони руки, які в кистях перетягнуті мотузкою, нагадуючи маянські сцени з відправленням «посланників», коли призначеного в жертву прив'язували до стовпів і поранили його списом (або стрілами), щоб з того витекла, не встигнувши згорнутися, кров, яка, як вважалося, і була одним з вмістищ душі, що потім посланцем линула до богів.
Стела 12. На стандартної верхній панелі проростає рослина, яка зображена не стилізовано, а досить реалістично. Основний простір займає зображення печери, виконане у вигляді прямокутного, що не замкнутого лише вгорі, контуру, увінчаного двома зміїними головами. Праворуч із зовнішнього боку печери розміщений знак крученого равлика і води. Поверх контуру печери зображена пишна рослинність, від якої всередину печери тягнуться мотузки, а на них висить ягуар, що має проте деякі елементи рептилії, зокрема, візерунки живота і спини розрізняються і швидше виконані як у крокодила, а не рівномірно плямистого ягуара. На голові ягуара розміщений знак tooc, що вказує на його приналежність до зоряного неба. З рота звіра тягнуться потоки води. На дні печери сидять дві людини, схожі на близнюків, між ними горить вогонь.
Стела 14 з групи С. Сюжет присвячений світовому дереву. Судячи з усього, його було зроблено досить грубо технічно, проте він гранично ясно передає ідею: велика витягнута істота (крокодило-ягуар) займає верхній рівень, воно лежить на ніші-печері, в якій сидять один проти друга дві особи.

##### Стели 21-28, 50
Стела 21. Верхня поверхня стели зайнята стандартною панеллю. Під нею йде мовби орнамент з 16 завитків, схожих на варіант знака ich (Т 96) у вигляді крапель — по числу родів в племені з 4 фратрій. Нижнього рівня немає — йому дістався вівтар. Образотворчий простір основного рівня поділено на два сюжети, розділених наче перспективою. На передньому плані реалістично виконана повна динамізму сцена відрубання голови. Над розпростертим обезголовленим тілом, з шиї якого б'є кров і виходить завиток ul, тріумфуючи, стоїть переможець в головному уборі і накидці за плечима. Правою рукою він тримає за волосся тільки що відрізану голову, з якої також б'є кров і відходить завиток знака ul. Тіло вбитого ще не обм'якло, його ноги і руки знаходяться в русі, ліва рука піднята догори. Ніж вбивця тримає в лівій, піднятої вгору і трохи відведеної назад, руці. На задньому плані, ліворуч, два носія тримають в руках криті ноші, в яких сидить, спершись руками на віконний проріз, якийсь персонаж і з великим інтересом спостерігає за подіями. Носії також розгорнули голови назад, хоча, судячи з напрямку ніг, вони мовби йдуть від головної сцени. Поверх нош розташувався величезний ягуар. Для обрядовості сцені бракує пишності й канонічних деталей. Дослідники вважають, що сцена відображає якусь історичну подію пов'язану з фратріальним суперництвом. Той же сюжет часто з'являється на кераміці мая.
Стела 23. Має овальну форму, верхня частина якої зайнята верхньою частиною стандартної панелі. Стилізований знак печери замінений контуром печери, перевернутим вниз кінцями, увінчаними зміїними головами з роздвоєними язиками у вигляді знака tooc. За нижньою основою розташовані хвилясті знаки води, поверх яких 4 краплі, що відповідає фратріальній структурі. По краях хвиль є 2 стилізовані голови зооморфи. Центральний простір стели зайнято зображенням падаючого вниз головою персонажа, з характерно зігнутими ногами. Знак tooc на пов'язці, голові, руках вказує на його «астральность».
Стела 24 з вівтарем 20. Від неї збереглася лише нижня частина зображення: взуті ноги великої постаті людини, повернутої вліво, по обидві боки якого розташовані дві жаровні. Зліва сидить один чоловічок перед вогнем з полум'ям у вигляді знаків ul. По обидві сторони вогню сидять два чоловічка. Круглий плаский вівтар 20 покладено на землю перед стелою. Його вкрито рельєфом, на якому зображено прямокутною панеллю стилізований знак пащі — входу до печери. Зліва на знаку-помості сидить у профіль людина в головному уборі, на зразок ольмекського шолома, що простягає обидві руки до птаха, який підлітає, затиснувши в дзьобі маленьку кульку, а в лапах несе велику кулю. Судячи з усього, круглий предмет служить лише передачі поняття ich — «плід», «душа», «особа», «близнюки».
Стела 25. Зліва підноситься головне дерево, зображене у вигляді каймана з носом загнутим на зразок морської мушлі, який тикнувся мордою в землю. Хвіст його постає у вигляді крони дерева з листям, на одній з гілок якої сидить птаха. Стовбур-тіло крокодила наче зашморгом охоплює змія, що схожа на мотузку. Хвостом змія пов'язує велику птицю, яка сидить на ціпку з 3 перекладинами зверху. Змія тотожна удавові, якого називали ках «той, що зв'язує». Ціпок встановлено всередину посудини — хат («стародавній», «позаду»), на якому лежить голова змії, поруч з пащею крокодила. За ціпок тримається рукою задерши голову догори людина в довгому головному уборі на зразок ковпака.
Від вівтаря 60, що стоїть перед стелою, збереглося лише чверть зображення, на якому чітко проглядається знак ki («глотка»), тобто вхід до печери. Даний варіант знака Т521 є поки єдиним відтворюючим анатомічно точне зображення глотки, що включає навіть верхній язичок, який зазвичай не вимальовується. Вважається, що палеографічне значення цієї морфеми — «ритуальна пісня», яка пов'язана з уявленнями про роззявлений рот, який співає. На печеру-знак впирається нога персонажа, що сидить. Помітно частину торсу і одна рука, поруч з якою знак загнутого крокодилового носа — равликового завитка.
На стелі і вівтарі містять впізнавані сцени з пригоди героїв-блюзнюків, їхнього батька, перемоги над володарями Шибальби. Ці теми пізніше були включені в епос мая-кіче Пополь-Вух.
Стела 27. Розташована перед бічною платформою будівлі 57. Вівтар перед нею не передбачався, оскільки на цій стелі так само, як і на стелі 4, зображення знизу і зверху, облямоване додатковими образотворчими рівнями. Нижній шар знаходиться в поганому стані і зображення не розпізнається. Середній рівень — сцена, що нагадує в сюжетному плані стели 5 і 25. Зліва розташовано товсте дерево з пишною кроною. На стовбурі, ближче до кореня, розміщений знак, пізнаний видавцями як контур знака кап, але який надзвичайно нагадує контур архаїчної печери. Усередині контуру проглядається падаюча вниз головою людська фігурка. У ольмеків подібний знак містився також якраз біля основи, з якого проростало світове дерево. Корінь дерева виконаний у вигляді стилізованої крокодилячої голови, відповідно до стилю Ісапи.
У сцені під деревом (середній образотворчий рівень) розміщені 3 персонажі: високий з сокирою над головою, ягуар, що сидить, і карлик в короткій спідниці. Над карликом збереглися сліди від напису: цифра 10 маянського типу і контур від блоку. На третьому (верхньому) рівні видно два сидячих персонажі, що розмовляють. Перед обличчям лівого розміщено знак язика t'an, який може означати «говорити».
Стела 28. Має перед собою 3 вівтарі. На ній самій збереглася лише стандартна верхня частина: знак ki, що втілює паща — вхід до печери. Основне зображення представляє комаху, що міняє вигляд. Надалі її визначили як скорпіона. Вівтарями 22 та 23 розташовані по боках від стели. Вони нагадують столи на товстій ніжці, з гладенькою поверхнею. Слідів розписи на них поки не виявлено. Ще один вівтар має звичайне розташування — прямо перед стелою.
Стела 50. У неї відсутня верхня стандартна панель. У природний вигин моноліту вписана сидяча фігура — скелет, з якого карлик у верхній частині стели з видимим зусиллям витягує пуповину, що звивається кільцями, — вказівка на спорідненість по крові.

## Дослідження
Перші повідомлення про Ісапу з'явилися у 1930-х роках завдяки початим розкопкам Карла Рупперта. У 1941 Метью Стірлінг зробив перші фотографії, які опублікував у 1943 році. У 1945 році перші ґрунтовні дослідження здійснив Філіп Друкер. Його результати були опубліковані в 1947 році.
У 1962 році розпочато великі археологічні дослідження New World Archaeological Foundation під головуванням Гарета Лоу, результатом яких стала праця, що вийшла друком у 1973 році під редакцією Гарта Нормана. В ній містилася доволі вичерпна і точна інформація археологічного та історичного порядку, з чудовими промальовками і системними класифікаціями пам'ятників.
Нині Національний інститут історії та антропології Мексики веде дослідження груп A, B і F. Ця ж земля (вся територія у приватній власності) використовується також для вирощування какао і як пасовище.